# Gowdar
Gowdar (persiska: گودر, Gūdar) är en ort i Iran.   Den ligger i provinsen Kerman, i den sydöstra delen av landet, 900 km sydost om huvudstaden Teheran. Gowdar ligger 2 244 meter över havet och antalet invånare är 164.
Terrängen runt Gowdar är varierad.Runt Gowdar är det glesbefolkat, med 14 invånare per kvadratkilometer. Det finns inga andra samhällen i närheten. Trakten runt Gowdar är ofruktbar med lite eller ingen växtlighet.